# Dolmens de Mané-Bras
Les dolmens de Mané-Bras appelés aussi dolmens de Lann-Mané-Bras, sont un ensemble de cinq dolmens à couloir situés à Erdeven, dans le Morbihan en France.

## Historique
Le site a été exploré par W. C. Lukis en 1867, par G. Chaplain-Duparc en 1877 et par F. Gaillard en 1890.
Les monuments sont classés au titre des monuments historiques par arrêtés du 24 octobre 1921 et du 12 mars 1923,,. Le site est restauré par Z. Le Rouzic en 1923.

## Les dolmens
Le site correspond à une petite colline naturelle d'environ 30 m d'altitude, Mané-Bras signifiant « la lande de la grande montagne » en breton. Il comprend cinq monuments distincts : au sud-est, un dolmen isolé qui devait probablement à l'origine avoir son propre cairn, au nord-ouest, un groupe de trois dolmens inclus dans un unique cairn et au nord-est, un dolmen isolé désormais très ruiné. À environ 70 m au sud de cet ensemble, se trouvent les restes d'une enceinte mégalithique comportant sept dalles dressées et trois couchées dont l'architecture d'ensemble est difficilement interprétable.

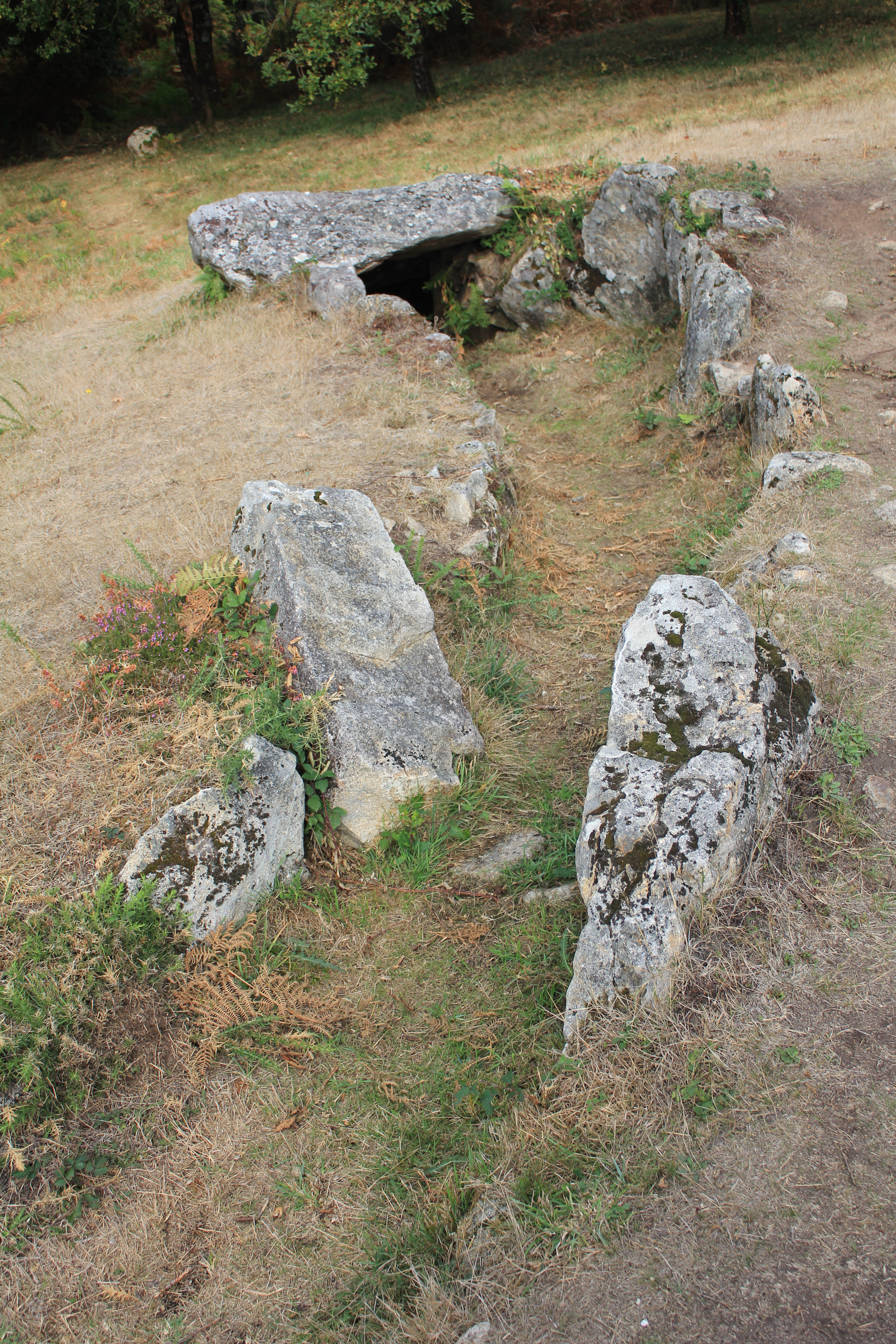
Premier dolmen coudé.

Le dolmen nord-est correspond à un dolmen à couloir. Celui-ci est aligné dans l'axe central de la chambre. Il mesure 5 m de long sur 1 m de large. La chambre est de forme sub-circulaire avec un diamètre moyen d'environ 2,50 m.
Le cairn principal comprend trois dolmens à couloir, ouvrant tous au sud-ouest, construit avec une alternance de dalles verticales et de murets en pierre sèche.  Le premier dolmen, le plus au nord-ouest, dessine un plan en « q ». Son couloir, légèrement incurvé, mesure 3,60 m de long sur 1 m de large. La chambre est de forme allongée et se termine par une petite pointe à son extrémité nord-est. Elle mesure 2,80 m de long sur 1,80 m de large. Aucune table de couverture n'est visible. Le second dolmen est situé à environ 3 m au sud-est du précédent. Son couloir, nettement plus coudé que celui du précédent, mesure 8 m de long pour une largeur variable de 0,80 à 1,20 m. La chambre, de forme sub-rectangulaire (environ 2 m sur 1 m), est encore recouverte par une dalle de couverture. Une seconde dalle de couverture recouvre l’extrémité du couloir côté chambre. Le troisième dolmen est situé à 1 m au sud-est du précédent. Son couloir droit mesure 3 m de long sur 0,80 m de largeur. Il débouche sur une chambre trapézoïdale (3,40 m sur 1,80 m). La chambre comporte une petite cellule latérale côté nord-ouest mesurant environ 1 m de chaque côté. La chambre est recouverte par deux tables de couverture.
Le dolmen du sud-est, le plus grand du site, disposait probablement de son propre cairn mais ce n'est pas certain. C'est le seul dolmen du site ouvrant à l'est/sud-est. Le couloir mesure 3,80 m de long sur 1,30 m de large. Il est encore recouvert d'une série de dalles mais plusieurs autres sont manquantes. La chambre est pratiquement carrée (4,80 m sur 4,30 m). L'intérieur est compartimenté en quatre cellules par deux dalles dans l'axe du couloir et deux autres qui lui sont perpendiculaires. Chaque cellule comporte sa propre table de couverture. Cette disposition est tout à fait similaire à celle du dolmen de Mané-Groh situé à environ  1 km au sud-est. L'une des dalles du couloir comporte un motif gravé, du type « écusson », surmonté d'une « forme céphalique » et d'une crosse latérale. Selon Serge Cassen, un orthostate de la cellule n°4 comporterait un décor composé d'un mamelon surmonté d'un motif quadrangulaire.

## Mobilier archéologique
Les explorations de Lukis et Chaplain-Duparc sont sans résultat connu. Gaillard « découvrit de nombreux vases dans la petite galerie du milieu ». Le matériel découvert par Le Rouzic (fragments de poteries, hache polie, pointe de flèche à ailerons, grattoir et éclats de silex) est conservé au Musée de Préhistoire de Carnac.

### Reconstitution 3D
- Dolmen sud-est (construit par photogrammétrie)